# Something in the Dark
Something in the Dark è un singolo del gruppo musicale finlandese The Rasmus, pubblicato il 29 settembre 2017 come quinto estratto dal nono album in studio Dark Matters.

## Tracce
1. Something in the Dark – 3:30 (Lauri Ylönen, Pauli Rantasalmi, Ryan Marshall)

## Formazione
Gruppo
- Lauri Ylönen – voce
- Pauli Rantasalmi – chitarra
- Eero Heinonen – basso
- Aki Hakala – batteria

Altri musicisti
- The Family – programmazione

Produzione
- The Family – produzione, missaggio
- Anders Hvenare – missaggio
- Anders Pantzer – assistenza tecnica
- Staffen Birkedal – assistenza tecnica
- Claes Persson – mastering